# Melodeon

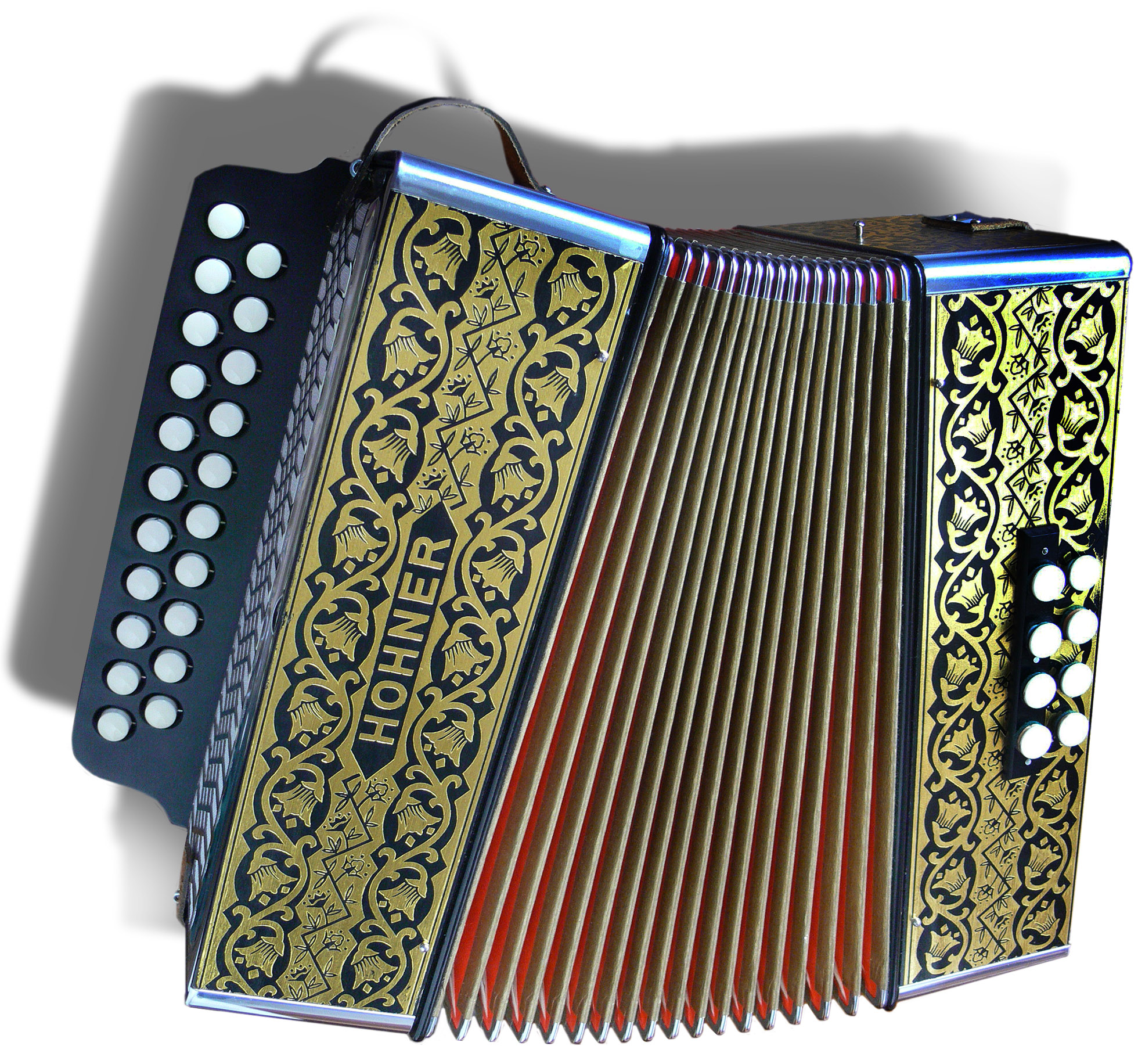
Harmonika...

Melodeon je druh diatonické knoflíkové tahací harmoniky – akordeonu.
Nejmenší nástroje mívají jen jednu řadu melodických (diskantových) knoflíků, uspořádaných v jedné řadě. Větší nástroje mohou mít dvě, dvě a půl nebo tři řady knoflíků. Basová sekce může mít u nejmenších nástrojů jen dva, tři nebo čtyři knoflíky, u větších bývá basových knoflíků 8, 10 či 12.
Melodeony jsou rozšířené v Anglii, Francii a Německu.